# Microula muliensis
Microula muliensis là loài thực vật có hoa trong họ Mồ hôi. Loài này được W.T. Wang mô tả khoa học đầu tiên năm 1980.